# Cuora bourreti
Espèce
Synonymes
- Cuora galbinifrons bourreti Obst & Reimann, 1988

Statut CITES
Cuora bourreti est une espèce de tortues de la famille des Geoemydidae.

## Répartition
Cette espèce se rencontre au Laos et au Viêt Nam.
Sa présence est incertaine au Cambodge.

## Étymologie
Cette espèce est nommée en l'honneur de René Léon Bourret.

## Publication originale
- Obst & Reimann, 1994 : Bemerkenswerte Variabilität bei Cuora galbinifrons Bourret, 1939, mit Beschreibung einer neuen geographischen Unterart: Cuora galbinifrons bourreti subsp. nov. Zoologische Abhandlungen, Staatliches Museum für Tierkunde Dresden, vol. 48, no 7, p. 125-138.